# Доле при Литии
Доле при Литии (на словенски: Dole pri Litiji) е село в Словения, регион Средна Словения, община Лития. Според Националната статистическа служба на Република Словения през 2015 г. селото има 110 жители.